# Géraldine Nakache

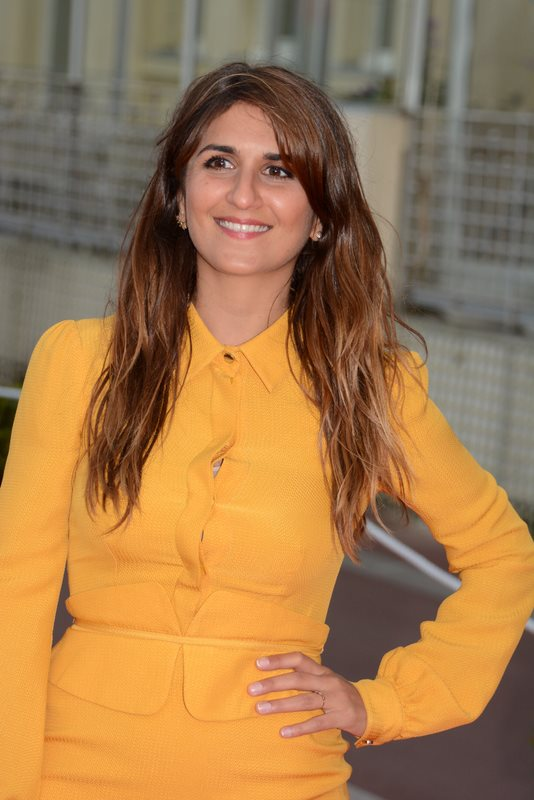
Géraldine Nakache 2014

Géraldine Nakache (* 16. Februar 1980 in Puteaux, Frankreich) ist eine französische Schauspielerin, Filmregisseurin und Drehbuchautorin.

## Leben
Géraldine Nakache stammt aus einer jüdischen Familie. Ihr älterer Bruder ist der Filmemacher Olivier Nakache. Sie machte ihren Abschluss in Filmwissenschaften mit dem Diplôme d’études universitaires générales. Anschließend arbeitete sie als Regie- und Produktionsassistentin beim französischen Fernsehsender Canal+. Ihr Leinwanddebüt als Schauspielerin gab sie in der 2006 erschienenen und von Lisa Azuelos inszenierten Liebeskomödie Comme t’y es belle! an der Seite von Michèle Laroque und Aure Atika. Gemeinsam mit Hervé Mimran schrieb und inszenierte sie 2010 mit der Komödie Tout ce qui brille ihr Regiedebüt. Beide wurden bei der Verleihung des französischen Filmpreises César 2011 mit einer Nominierung für das Beste Erstlingswerk bedacht.
Von 2009 bis 2011 war sie mit dem französischen Komiker und Schauspieler Manu Payet verheiratet.

## Filmografie (Auswahl)
- 2006: Comme t’y es belle!
- 2007: Kaamelott (Fernsehserie, 3 Folgen)
- 2008: Tu peux garder un secret?
- 2009: Tellement proches
- 2009: Jusqu’à toi
- 2009: R.T.T.
- 2009: Canal presque (Fernsehserie, 3 Folgen)
- 2010: Tout ce qui brille
- 2010: Coursier
- 2010: Il reste du jambon?
- 2011: Et soudain tout le monde me manque
- 2012: Männer und die Frauen (Les infidèles)
- 2012: Auf den Spuren des Marsupilami (Sur la piste du Marsupilami)
- 2012: Nous York
- 2013: Je fais le mort
- 2014: French Women – Was Frauen wirklich wollen (Sous les jupes des filles)
- 2014: L’ex de ma vie
- 2014: Atlit
- 2015: Robin des Bois, la véritable histoire
- 2015: Et ta sœur
- 2018: Les aventures de Spirou et Fantasio
- 2018: J’irai où tu iras
- 2018–2021: Hippocrate (Fernsehserie, 14 Folgen)
- 2020: La Flamme (Fernsehserie, 9 Folgen)
- 2021: Kaamelott – Premier Volet
- 2022: Le Flambeau, les aventuriers de Chupacabra (Le Flambeau, Fernsehserie, 6 Folgen)
- 2022: Vacances
- 2022: Toi non plus tu n'as rien vu
- 2023: LOL, qui rit, sort! (Fernsehserie)
- 2023: Je ne suis pas un héros
- 2024: Paternel
- 2024: Fiasco (Fernsehserie, 7 Folgen)
- 2024: Die Kinder sind Könige  (Les enfants sont rois, Fernsehserie, 6 Folgen)

## Auszeichnung (Auswahl)
- César 2011: Nominierung Bestes Erstlingswerk für Tout ce qui brille